# Thomas Lamot
Thomas Lamot (Antwerpen, 5 april 1987) is een Belgisch voormalig basketballer.

## Carrière
Lamot speelde in de jeugd van Soba Antwerpen, Aartselaar BBC en Antwerp Giants. Bij die laatste wist hij zich op te werken in het seizoen 2005/06 naar het eerste team. Hij won de landsbeker in het seizoen 2006/07 met de Giants. Hij speelde vier seizoenen bij de Giants en kende zijn beste seizoen in 2007/08 waar hij twintig wedstrijden speelde en werd verkozen tot Belofte van het jaar. In 2009 zette hij een stap terug en ging spelen voor Bree BBC in de tweede klasse totdat de club failliet ging. Na verschillende maanden zonder club te hebben gezeten ging hij spelen voor Sint-Niklase Condors onder Steve Ibens. Na een jaar stapte hij over naar Basics Melsele waar hij verschillende seizoenen speelde. Hij speelde in 2018 en 2019 nog een seizoen voor Geranimo Bornem en stopte nadien met basketballen.

## Erelijst
- Belofte van het jaar: 2007/08
- Belgische basketbalbeker: 2006/07
- Belgische basketbalsupercup: 2007/08